# Spiral Coaster
Spiral Coaster ist die Bezeichnung eines Stahlachterbahnmodells des Herstellers Intamin, welches 1996 ausgeliefert wurde. Es wurde nur eine einzige Anlage ausgeliefert, die zunächst im südkoreanischen Sky Plaza als Sky Plaza Comet eröffnet wurde. 1999 wurde sie dort geschlossen und nach Kuwait an den Park Al-Sha'ab Leisure Park transportiert, wo sie 2000 als Spiral Coaster wieder eröffnet wurde. Dort fuhr sie, bis sie 2005 geschlossen wurde, stand aber noch bis 2017 im Park. Während dieser Zeit wurde sie neu lackiert, allerdings nie mehr eröffnet.

## Fahrt
Im Gegensatz zu den meisten anderen Achterbahnen verfügte der Spiral Coaster weder über einen Lifthill, noch über einen Abschuss. Die Station befand sich bereits in einer Höhe von rund 6 Metern. Dort wurde der Zug mittels Reibrädern aus der Station gefahren in eine Linkskurve und direkt durch die erste Inversion: der Heartline-Roll. Anschließend folgten zwei Diving Turns, wobei der erste die Schiene auf in etwa Bodenniveau führte und der zweite wieder in entgegengesetzter Richtung nach oben auf die Ausgangshöhe. Dort folgte die zweite Heartline-Roll zurück zur Station. Spiral Coaster ist die einzige Achterbahn, in der bisher Diving Turns verbaut wurden.

## Zug
Der Zug  des Spiral Coasters verfügte über acht Wagen. In jedem Wagen konnten zwei Personen (eine Reihe) Platz nehmen.

## Standorte
| Achterbahn                     | Betreiber                        | Land            | Eröffnung | Schließung |
| ------------------------------ | -------------------------------- | --------------- | --------- | ---------- |
| Spiral Coaster Sky Plaza Comet | Al-Sha'ab Leisure Park Sky Plaza | Kuwait Südkorea | 2000 1996 | 2005 1999  |